# Stenhelia aemula
Stenhelia aemula är en kräftdjursart som först beskrevs av T. Scott 1893.  Stenhelia aemula ingår i släktet Stenhelia och familjen Diosaccidae. Inga underarter finns listade i Catalogue of Life.